# Hydraena grouvellei
Hydraena grouvellei är en skalbaggsart som beskrevs av Armand D'Orchymont 1923. Hydraena grouvellei ingår i släktet Hydraena och familjen vattenbrynsbaggar. Inga underarter finns listade i Catalogue of Life.